# Palacio del Príncipe Trubetskói
El palacio del Príncipe Trubetskói (en ucraniano: Палац князя Петра Трубецького) es una propiedad de la familia ruso-ucraniana Trubetskói, fundada por el príncipe Piotr Nikoláyevich Trubetskói en 1909. Hoy en día, la mayoría de los edificios están en ruinas, solo ha sobrevivido el marco del edificio principal.  

## Geografía
El palacio está ubicado en el asentamiento de tipo urbano de Kozatske, a 5,7 km de la ciudad de Nueva Kajovka y a 70 km de Jersón, en el óblast de Jersón.  

## Historia
Inicialmente, el terreno en el que se encuentra la finca pertenecía a Iván Osterman, pero a fines del siglo XVIII pasó al bisabuelo de Trubetskói, Vasili Orlov-Denisov, en el que construyó una finca en el actual asentamiento de tipo urbano de Kozatske. Los territorios del actual palacio pasaron de la hija de Orlov-Denisov, Liubov Vasilievna, la esposa de Nikolái Petróvich Trubetskói, al padre del Príncipe Piotr Nikoláyevich Trubetskói. Más tarde, cuando el propio príncipe Trubetskói recibió la finca de Kozatske, la amplió a un área de 67 000 acres (~271 km) y la convirtió en una finca vinícola. Luego, la finca se amplió varias veces. 
Los primeros viñedos se plantaron ya en 1896 por consejo del príncipe Lev Golitsin, que estaba bastante versado en la vinificación. Hacia 1910, los viñedos ocupaban unas 300 hectáreas de los terrenos de la hacienda y solo se cultivaban variedades de élite como pinot franc, pinot gris, sauvignon, cabernet y riesling. El procesamiento de la uva también se llevó a cabo en el palacio, donde se construyó una gran bodega para almacenar vinos.
El palacio en Kozatske fue construida según el plan arquitectónico del arquitecto Piotr Boitsov a fines de la década de 1890. El edificio estaba pavimentado con piedra y estaba ubicado en la ladera de los ríos Dniéper y Kozak. Frente a la casa, se dispuso un parque paisajístico en terrazas, decorado con torres decorativas, escaleras doradas, un pequeño muelle, cascadas y llaves y puertas.
Después de la revolución rusa, las autoridades soviéticas expropiaron la finca de Kozatske, así como el complejo vinícola de Veseli, y la finca vinícola recibió el nombre de "viñedo en honor a Lenin" y continuó desempeñando sus funciones directas de vinificación e incluso logró recibir varios premios internacionales y soviéticos de prestigio durante el periodo soviético. Mientras que el edificio residencial fue saqueado y destruido y poco a poco cayó en mal estado. De hecho, la última vez que los Trubetskói visitaron su finca fue en 1917.
Algún tiempo después de la restauración de la independencia de Ucrania en 1991, el castillo fue comprado por una empresa privada, y en 2006 fue completamente reconstruido, después de lo cual la bodega continuó su trabajo activo como OJSC "Granja Bodega del Príncipe P. M. Trubetskói". Además, además de la bodega, hay un museo en la finca. En el mismo año, el bisnieto del príncipe Trubetskói, Petro Georgiovich Brun de Saint Hippolite, visitó el viñedo.

## Arquitectura
El palacio del Príncipe Trubetskói fue construido al estilo renacentista francés con elementos neogóticos, y poderosos muros con pilares de piedra externos se levantaron del suelo. Los muros de contención con arbotanes sustentan el estilo general de la arquitectura defensiva. El edificio, entre otras cosas, estaba coronado por una torre de castillo de esquina que miraba al río Dniéper. Además del edificio residencial de piedra, se construyeron muchas dependencias, como un gran establo, un patio de ganado, una bodega, un granero, una cocina, varias dependencias y el edificio principal del palacio. Los edificios estaban ubicados en grupos. Una casa y sus dependencias se alzaban sobre un alto terraplén. 
En el costado del patio, se dispuso un cour d'honneur, cerca de la avenida de acceso por una cerca forjada y una puerta de hierro fundido. El complejo del palacio también estaba rodeado por un gran jardín.

## Galería

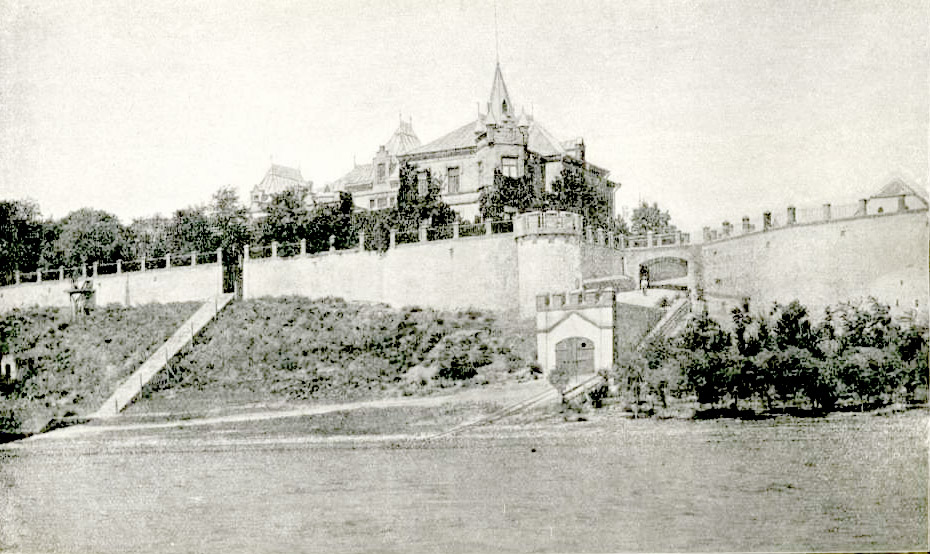
Palacio a principios del siglo XX
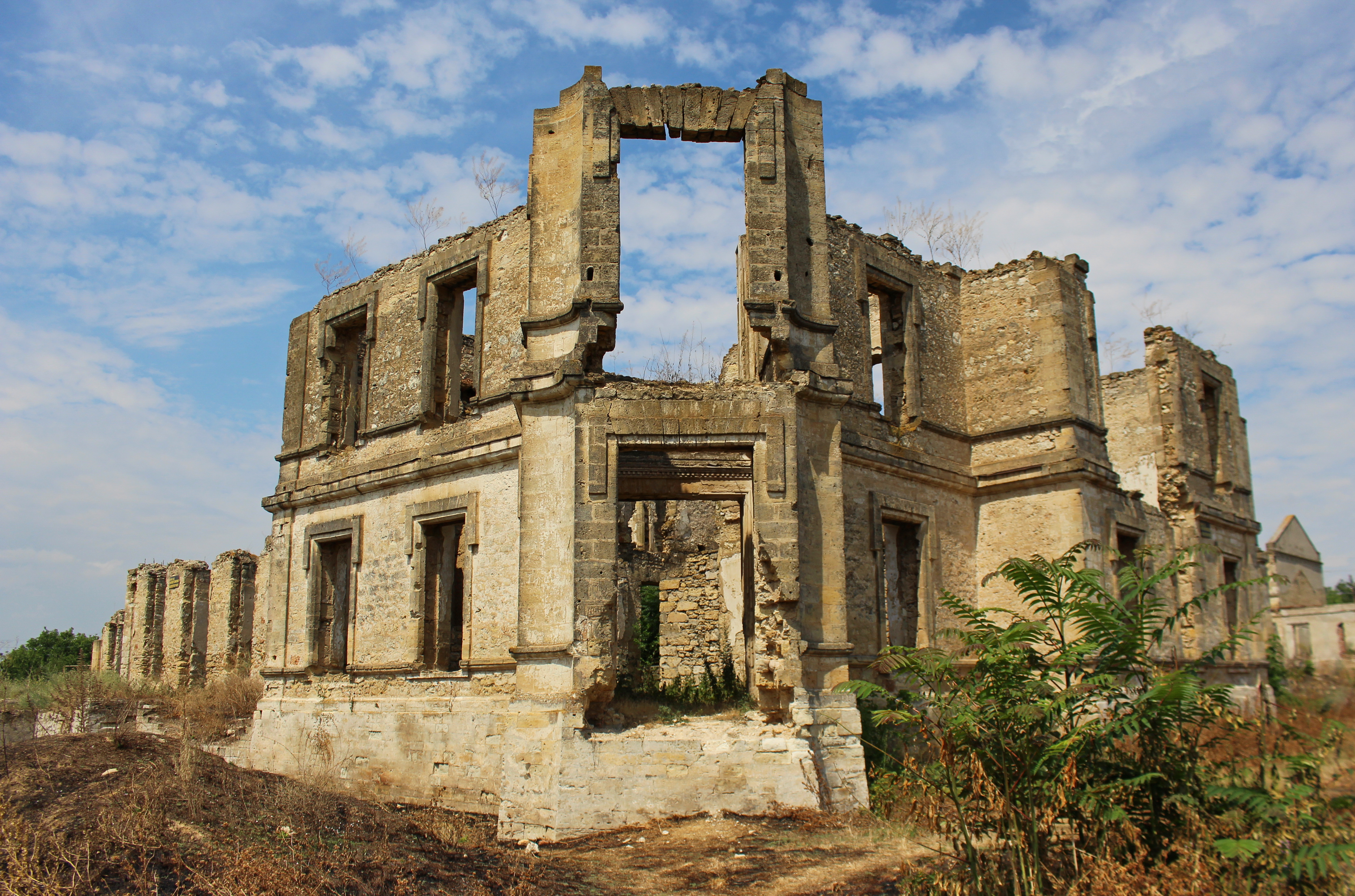
Vista frontal de las ruinas del palacio
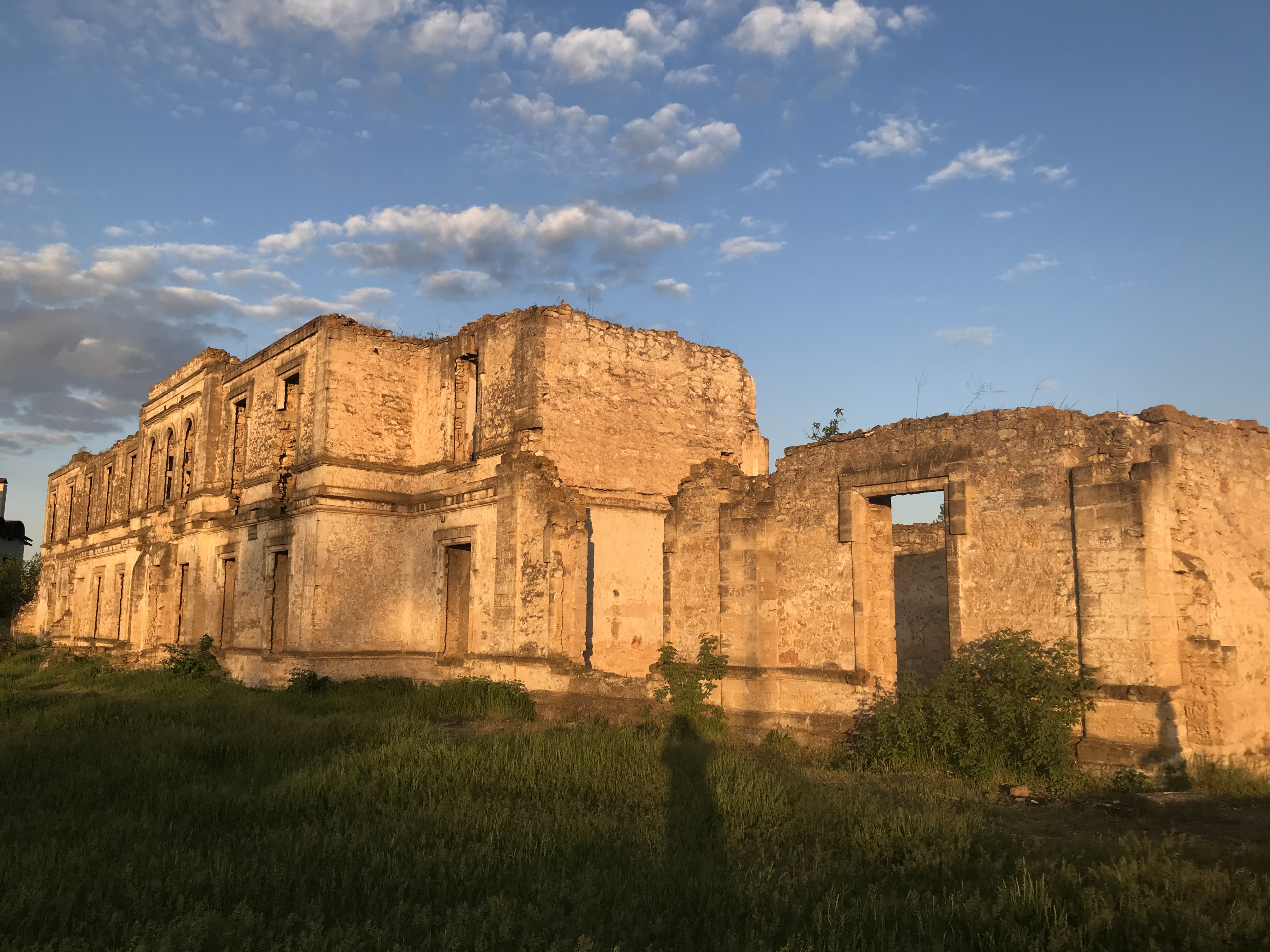
Ruinas del palacio